# Nathan Baker
Pour les articles homonymes, voir Baker.
Nathan Luke Baker, né le 23 avril 1991 à Worcester, est un footballeur anglais qui évolue au poste de défenseur.

## Biographie
Afin de s'aguerrir, Baker est prêté à Lincoln City, club de quatrième division le 22 octobre 2009. Il y reste toute la saison, y jouant un total de 18 matchs. Aston VIlla le conserve dans son effectif lors de la saison suivante et Baker fait ses débuts en Premier League le 25 janvier 2011 lors du match Wigan-Aston Villa (1-2) auquel il participe de la première à la dernière minute. Quelques jours plus tard, il reçoit son premier carton rouge lors d'un match de Coupe d'Angleterre.
C'est au cours de cette saison qu'il fait ses débuts en équipe d'Angleterre espoirs de football. À l'issue de la même saison, il signe un nouveau contrat avec Aston Villa pour trois années.
Le 22 novembre 2011, Nathan Baker est prêté au club de Millwall pour un mois.
Le 1er septembre 2016, il est prêté pour une saison à Bristol City.
Le 28 juillet 2017, Baker signe pour quatre ans à Bristol City. Il quitte donc son club formateur, après avoir disputé 122 matchs avec les Villans.
A l'issue de la saison 2022-23, il annonce sa retraite.

## Statistiques détaillées
| Saison      | Club                | Pays           | Championnat | Coupes nationales |
| ----------- | ------------------- | -------------- | ----------- | ----------------- |
| 2009 - 2010 | Lincoln City (prêt) | League Two     | 18 matchs   | -                 |
| 2010 - 2011 | Aston Villa         | Premier League | 4 matchs    | 1 match           |
| 2011 - 2012 | Millwall (prêt)     | Championship   | 2 matchs    | -                 |

Dernière mise à jour le 1er décembre 2011